# Kamenný most u Římova
Kamenný most u Římova je most přes Malši na silnici II. třídy číslo 155 mezi Římovem a Pašinovicemi, v katastrálním území Dolní Stropnice v Jihočeském kraji. Je zapsán v Ústředním seznamu kulturních památek ČR.

## Popis
Most přemosťuje údolní nivu řeky Malše ve směru SV – JZ. Řeka protéká pod SV obloukem mostu, zbylé oblouky jsou inundační. Most je konstruován jako tříobloukový, kolmý, s horní mostovkou. Postaven byl z lomového kamene, lícní plochy opěr a pilířů jsoucobloženy tesanými kamennými kvádry výšky 32 až 45 cm, nadezdívky a parapetní zídky jsou opatřeny hrubou cementovou omítkou. Délka mostu je 42,40 m, šířka 6,73 m, volná šířka 5,65 m, výška u oblouku s řečištěm 9,80 m, u inundačních oblouků 9,20 m a délka přemostění je 40,65 m.